# Pet'r Oil
Chansons représentant la Turquie au Concours Eurovision de la chanson
Sevince
(1978) Dönme dolap
(1981)
Pet'r Oil est la chanson représentant la Turquie au Concours Eurovision de la chanson 1980, à La Haye, aux Pays-Bas. Elle est interprétée par Ajda Pekkan.

## Sélection
TRT décide en interne d'envoyer la grande star du pays Ajda Pekkan à l'Eurovision en raison des échecs de la Turquie. Ajda Pekkan présente trois chansons différentes, le jury choisit en deux tours le 24 février 1980 la chanson au thème oriental Petrol, qui fait référence à la pénurie de pétrole que connait le pays à cette époque.

## Enregistrement
Dès que la chanson est déterminée, les travaux prennent un rythme particulier. Un film promotionnel est tourné à Istanbul les 23 et 24 mars 1980. Les droits européens et turcs de la chanson sont repris par Philips, qui avait auparavant apporté un soutien sérieux à Ajda Pekkan. Le Studio des Dames est loué pour 30 heures. Bernard Denimal, le producteur de Philips, déclare qu'il sera avec Ajda Pekkan pendant la compétition. Après qu'Ajda Pekkan chante la chanson en turc, anglais et français, on révèle que suffisamment d'argent fut dépensé pour faire 3 LPs en Turquie pour finalement produire un disque 45 tours. L'adaptation française Le roi du pétrole est signé Patrick Loubié.
Cependant TRT impose ses conditions en vue de gagner le Concours. Haldun Dormen devient le directeur artistique. Tandis que Betûl Mardin participe à la promotion internationale, Nino Varon est le superviseur et le guide d'Ajda Pekkan dans ses travaux d'enregistrement à l'étranger.

## Eurovision

### Répétitions
Selon le cahier des charges du Concours Eurovision de la Chanson de l'époque, chaque pays a droit à trois répétitions avec le grand orchestre. Deux se tiennent avant le jour de la compétition, l'autre en costume le jour même. Ces répétitions, qui visent à renforcer les morceaux interprétés avec le grand orchestre et à apporter les changements de dernière minute que souhaitent les arrangeurs, ne peuvent se réaliser comme le souhaite Ajda Pekkan. Pet'r Oil, qui a une structure orientale, a du mal pour l'orchestre de 48 membres. Cette situation tend l'arrangeur et chef d'orchestre Atilla Özdemiroğlu. Il ajoute quelques modifications à la chanson et une percussion indienne, le tabla, jouée par Arto Tunç à la place de la batterie. Cette situation crée un fossé entre Pekkan et Özdemiroğlu. Özdemiroğlu déclare que TRT envoya la partition avec un retard de 10 jours et que l'équipe de l'orchestre, qui ne pouvait pas s'adapter à la chanson, eut des difficultés dans les répétitions du morceau qu'elle ne connaissait pas. Ce développement, qui se produit trois jours avant la dernière nuit, démoralise l'équipe.

### Finale
La chanson est la deuxième de la soirée, suivant Du bist Musik interprétée par Blue Danube pour l'Autriche et précédant Autostop interprétée par Ánna Víssi et Epikouri pour la Grèce.
À la fin des votes, la chanson obtient 23 points (dont les douze points du Maroc pour son unique participation) et finit à la quinzième place sur dix-neuf participants.

### Points attribués à la Turquie
| 12 points | 10 points | 8 points   | 7 points | 6 points |
| --------- | --------- | ---------- | -------- | -------- |
| - Maroc   |           | - Italie   |          |          |
| 5 points  | 4 points  | 3 points   | 2 points |          |
|           |           | - Autriche |          |          |